# Skonto Stadion
Skonto Stadion (lettisk: Skonto stadions) er et fodboldstadion i Riga, Letland. Der er plads til 10.007 tilskuere på stadionet, der er bygget i 2000. Fodboldklubben Skonto FC er den primære bruger af stadionet.
56°57′40.94″N 24°6′59.07″Ø / 56.9613722°N 24.1164083°Ø
| Idrætsanlæg | Spire Denne artikel om et idrætsanlæg er en spire som bør udbygges. Du er velkommen til at hjælpe Wikipedia ved at udvide den. |